# Sejlstrup Kirke
Sejlstrup Kirke er en romansk kirke opført i udhuggede kvadrer af granit, i perioden ca. 1100-1200. Den ligger i Sejlstrup Sogn i Hjørring Kommune ( tidligere Løkken-Vrå Kommune, Børglum Herred , Hjørring Amt). Det er en lille kirke uden tårn; Våbenhuset er tilføjet senere. Skibet og kor har bjælkeloft. Kirken blev restaureret i 1907, hvorunder den oprindelige prædikestol blev ødelagt under en brand.
- Kirken set fra øst
- Kirkens indre

## Eksterne kilder og henvisninger
- Wikimedia Commons har flere filer relateret til Sejlstrup Kirke
- Sejlstrup Kirke hos KortTilKirken.dk